# Brunei DPMM FC
El Brunei DPMM FC es un equipo de fútbol de Brunei Darussalam que milita en la Superliga de Malasia, la liga de fútbol más importante de Malasia.

## Historia

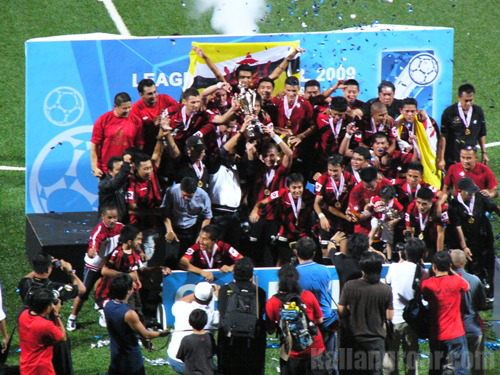
El DPMM celebrando la Copa de la Liga de Singapur de 2009.

Fue fundado en el año 2000 en la capital Bandar Seri Begawan, aunque sus orígenes están desde 1994 cuando eran un equipo juvenil, esto porque fueron fundados como equipo comercial en el 2000.
Luego de ser el equipo más exitoso a nivel colegial en Brunei Darussalam, pasaron a nivel comercial y en sus primeros años formaron parte de la Brunei Premier League, la cual ganaron en 2 ocasiones, un título de copa y dos supercopas hasta que en el 2005 decidieron ya no jugar más en la Brunei Premier League y pasar a formar parte de la Super Liga de Malasia, la máxima categoría de fútbol en Malasia, terminando en el tercer lugar en la temporada 2006/07, aunque no fueron admitidos en los torneos de copa en esa temporada. Al terminar la temporada 2007/08 se vieron obligados a abandonal la Super Liga de Malasia debido a que fue desafiliado de la Asociación de Fútbol Amateur de Brunéi por el Registro de Sociedades.
Desde el año 2004 compiten en la Copa de Singapur, la cual toma en cuenta a clubes que no pertenecen a Singapur y en el 2009 se integraron a la S.League, la Primera División de Singapur y así ser el primer equipo de la S.League que juega sus partidos de local fuera de Singapur, en la cual ganaron la Copa de la Liga de Singapur en esa temporada luego de vencer al SAFFC en la final.

### Suspensión
El 30 de setiembre del 2009 la FIFA suspendió a la Asociación de Fútbol de Brunei Darussalam por la intervención del gobierno local en los asuntos relacionados al fútbol, así que el DPMM FC fue excluido de la liga en la fecha 28 y sus partidos fueron anulados.

### Levantamiento de Suspensión
Luego de 20 meses la FIFA decidió levantar la suspensión sobre la Asociación de Fútbol de Brunei Darussalam, con lo que Brunéi y los clubes del país ya podían jugar en los torneos avalados por la FIFA, con lo que en el año 2012 el DPMM FC retorna oficialmente a la S.League, ganando la Copa de la Liga de Singapur en esa temporada.

## Palmarés

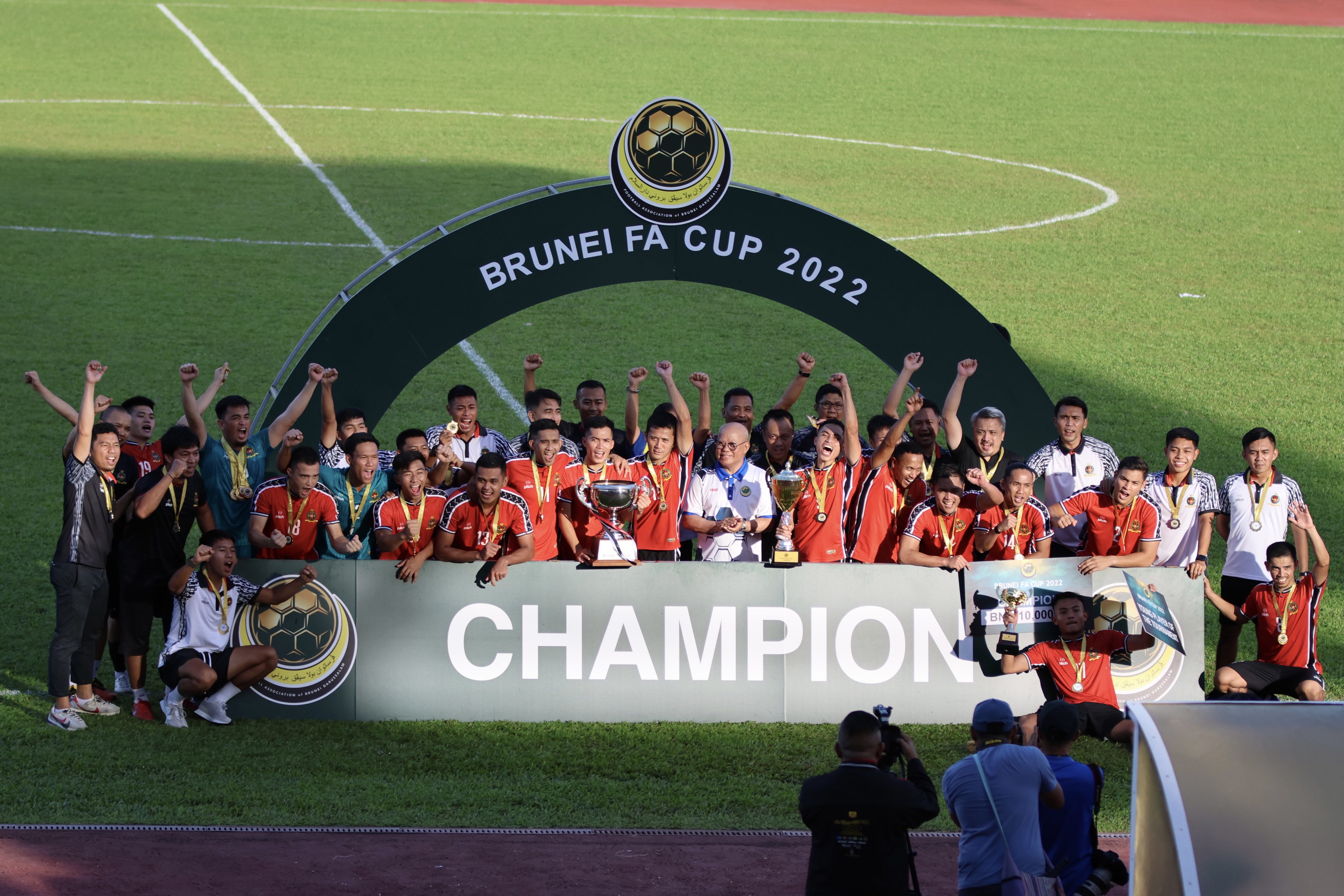
El DPMM celebrando el título de copa en 2022.

- Brunei Premier League: 2

2002, 2004
- Copa FA de Brunéi: 3

2004, 2022, 2025
- Supercopa de Brunéi: 2

2002, 2004
- S.League: 2

2015, 2019
- Copa de la Liga de Singapur: 3

2009, 2012, 2014

## Participación en competiciones internacionales
| Temporada | Torneo                  | Ronda             | Club                      | Casa | Visita   | Global |
| --------- | ----------------------- | ----------------- | ------------------------- | ---- | -------- | ------ |
| 2002-03   | AFC Champions League    | 2ª Clasificatoria | Geylang United            | 0-3  | 4-0      | 0-7    |
| 2003      | ASEAN Club Championship | Grupo B           | Perak FA                  | 3-0  | 3º Lugar |        |
| 2003      | ASEAN Club Championship | Grupo B           | SAF                       | 2-2  | 3º Lugar |        |
| 2005      | ASEAN Club Championship | Grupo B           | Thailand Tobacco Monopoly | 2-2  | 2º Lugar |        |
| 2005      | ASEAN Club Championship | Grupo B           | Finance and Revenue       | 1-2  | 2º Lugar |        |
| 2005      | ASEAN Club Championship | Grupo B           | Tampines Rovers           | 0-1  | 2º Lugar |        |
| 2005      | ASEAN Club Championship | Semifinales       | Pahang                    | 1-0  |          |        |
| 2023/24   | Copa AFC                | Preliminar 2      | Yangon United FC          | 1-2  |          |        |

## Entrenadores
- Azman Hj Eusoff
- Ahmed El-Makki (2002–04)
- Naka Amzar (2005–06)
- Aji Santoso (2007)
- Sandi Sejdinovski (2008)
- Iordan Stoykov (2009)
- Ranko Buketa (2010)
- Vjeran Simunić (2008–2009), (2011–2013)
- Steve Kean (2013–2017)